# 王士雄 (1954年)
王士雄（1954年10月—），男，浙江桐乡人，中华人民共和国政治人物、外交官。

## 生平
王士雄毕业于北京外国语学院西班牙语专业。1978年，进入中华人民共和国外交部工作，先后在北京外交人员服务局、外交部美洲大洋洲司、驻委内瑞拉大使馆、外交部西欧司、驻西班牙大使馆、外交部办公厅任职，期间在西班牙外交学院进修1年。1998年，任驻西班牙大使馆参赞。2002年，任外交部西欧司参赞。2004年，到中国外交学院进修。2005年，任中国人民外交学会副秘书长。2007年2月，出任中华人民共和国驻巴塞罗那总领事。2010年11月，出任中华人民共和国驻赤道几内亚大使。2013年4月，出任中华人民共和国驻厄瓜多尔大使。2015年8月，自驻厄瓜多尔大使离任。